# Sàileag
Der Sàileag ist ein 956 m (3.136 ft) hoher, als Munro eingestufter Berg in Schottland. Sein gälischer Name kann in etwa mit Kleiner Absatz oder Kleine Ferse übersetzt werden. Der Berg liegt in der historischen Region Kintail in der Council Area Highland, etwa 30 Kilometer südöstlich von Kyle of Lochalsh und rund 40 Kilometer nördlich von Fort William. Er ist der niedrigste Gipfel einer als Brothers of Kintail bekannten Berggruppe, die sich auf der Nordseite des Glen Shiel an die Bergkette der Five Sisters of Kintail anschließt.
Die Brothers of Kintail umfassen außer dem Sàileag noch den 1.036 m (3.399 ft) hohen Sgùrr a’ Bhealaich Dheirg und den 1.001 m (3.284 ft) hohen Aonach Meadhoin. Der Sàileag ist der westlichste Munro der Brothers, mit den anderen Gipfeln ist er durch den Hauptgrat der kleinen Berggruppe verbunden. Östlich schließt sich der Sgùrr a’ Bhealaich Dheirg an, von dem er durch einen Sattel auf etwa 870 m Höhe getrennt ist. Westlich ist die Gruppe der Brothers über den Bealach an Làpain auf etwa 725 m Höhe mit dem Sgùrr nan Spainteach als dem östlichsten Gipfel der Five Sisters verbunden. Im Gipfelbereich des Sàileag laufen insgesamt drei Grate zusammen, neben dem Hauptgrat in Ost-West-Richtung auch der als Meall a’ Charra bezeichnete Nordgrat. Dieser lange und felsige Grat reicht bis an die vom Allt Grannda gebildete tiefe Schlucht am Talende des Gleann Lichd, deren andere Seite von der Südflanke des Beinn Fhada gebildet wird. Er fällt vor allem auf seiner Westseite steil und teils felsdurchsetzt ab, während er nach Osten etwas sanfteres Gefälle aufweist. Zusammen mit der Nordwand des Sgùrr a’ Bhealaich Dheirg und dessen Nordgrat Sreath an Fhraoch-choire umschließt der Meall a’ Charra das sich nach Norden öffnende Am Fraoch-choire.

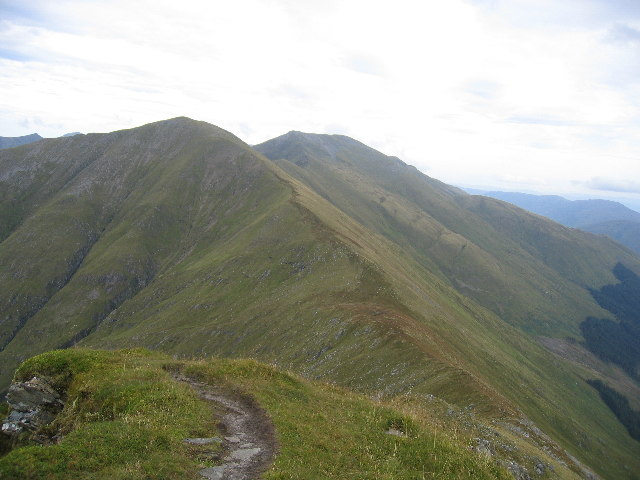
Der Sàileag vom westlich benachbarten Sgùrr nan Spainteach aus gesehen
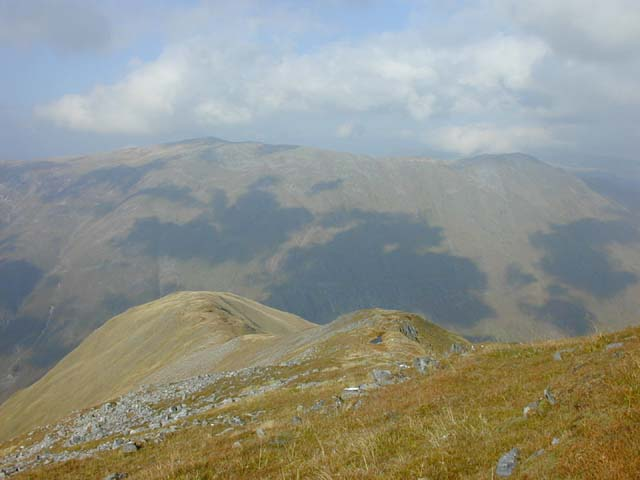
Der Nordgrat des Sàileag, im Hintergrund der Beinn Fhada
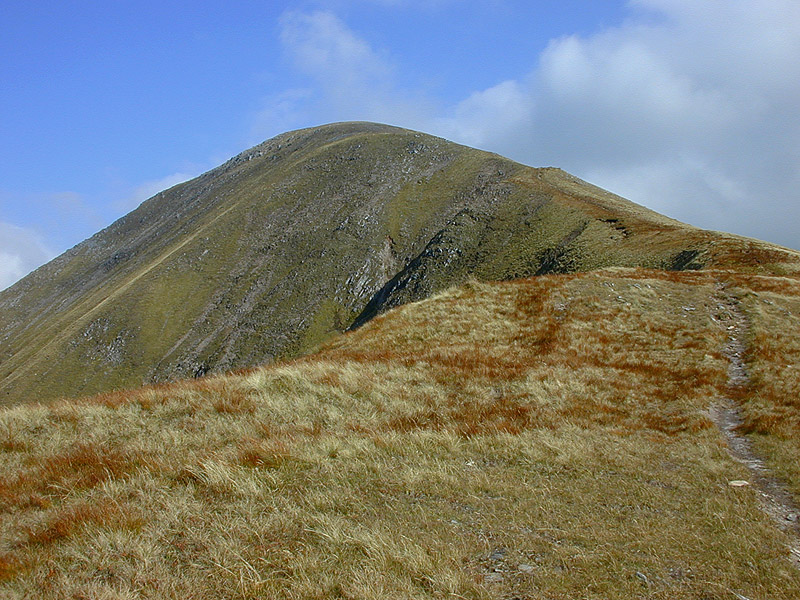
Blick aus dem Bealach an Làpain zum Gipfel des Sàileag
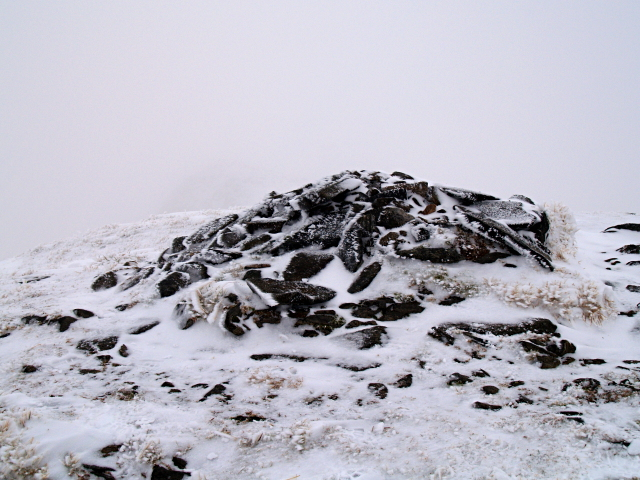
Der Gipfelcairn des Sàileag

Viele Munro-Bagger besteigen den Sàileag im Rahmen einer Rundtour über die Brothers of Kintail. Ausgangspunkt ist meist der Cluanie Inn am Westende von Loch Cluanie an der A87. Von dort aus kann der Aonach Meadhoin über mehrere Routen bestiegen werden, die Rundtour führt dann über den Grat bis zum Sàileag. Westlich des Sàileag besteht am Bealach an Làpain eine Aufstiegsmöglichkeit über die steile Südflanke des Berges, ausgehend von einem Parkplatz an der A87.